# Circonscription électorale de Malaga
Ne doit pas être confondu avec Circonscription autonomique de Malaga.
La circonscription électorale de Málaga est l'une des cinquante-deux circonscriptions électorales espagnoles utilisées comme divisions électorales pour les élections générales espagnoles.
Elle correspond géographiquement à la province de Malaga.

## Historique
Elle est instaurée en 1977 par la loi pour la réforme politique puis confirmée avec la promulgation de la Constitution espagnole qui précise à l'article 68 alinéa 2 que chaque province constitue une circonscription électorale.

## Congrès des députés

### Synthèse
|             |       | 1977 | 1979 | 1982 | 1986 | 1989 | 1993 | 1996 | 2000 | 2004 | 2008 | 2011 | 2015 | 2016 | 04/19 | 11/19 | 2023 |
| ----------- | ----- | ---- | ---- | ---- | ---- | ---- | ---- | ---- | ---- | ---- | ---- | ---- | ---- | ---- | ----- | ----- | ---- |
| UCD         |       | 3    | 3    |      |      |      |      |      |      |      |      |      |      |      |       |       |      |
| PCE         |       | 1    | 1    |      |      |      |      |      |      |      |      |      |      |      |       |       |      |
| AP & alliés |       |      |      | 2    | 2    |      |      |      |      |      |      |      |      |      |       |       |      |
| IU          |       |      |      |      | 1    | 1    | 1    | 1    | 1    |      |      | 1    |      |      |       |       |      |
| PA          |       |      | 1    |      |      |      |      |      |      |      |      |      |      |      |       |       |      |
| PSOE        |       | 4    | 3    | 6    | 6    | 7    | 6    | 5    | 4    | 6    | 5    | 3    | 3    | 3    | 4     | 4     | 3    |
| PP          |       |      |      |      |      | 2    | 3    | 4    | 5    | 4    | 5    | 6    | 4    | 4    | 2     | 3     | 5    |
| Cs          |       |      |      |      |      |      |      |      |      |      |      |      | 2    | 2    | 2     | 1     |      |
| Podemos     |       |      |      |      |      |      |      |      |      |      |      |      | 2    | 2    | 2     | 1     |      |
| Vox         |       |      |      |      |      |      |      |      |      |      |      |      |      |      | 1     | 2     | 2    |
| Sumar       |       |      |      |      |      |      |      |      |      |      |      |      |      |      |       |       | 1    |
|             |       |      |      |      |      |      |      |      |      |      |      |      |      |      |       |       |      |
| Total       | Total | 8    | 8    | 8    | 9    | 10   | 10   | 10   | 10   | 10   | 10   | 10   | 11   | 11   | 11    | 11    | 11   |

### 1977
| Parti | Parti | Députés                                                                                    |
| ----- | ----- | ------------------------------------------------------------------------------------------ |
| PSOE  |       | Rafael Ballesteros Durán, Ramón Germinal Bernal Soto, Francisco Román Díaz, Carlos Sanjuán |
| UCD   |       | José García Pérez, Ignacio Javier Huelín Vallejo, Francisco de la Torre Prados             |
| PCE   |       | Tomás García García                                                                        |

### 1979
| Parti | Parti | Députés                                                                        |
| ----- | ----- | ------------------------------------------------------------------------------ |
| PSOE  |       | Rafael Ballesteros Durán, Ramón Germinal Bernal Soto, Carlos Sanjuán           |
| UCD   |       | José García Pérez, Ignacio Javier Huelín Vallejo, Francisco de la Torre Prados |
| PCE   |       | Tomás García García                                                            |
| PA    |       | Miguel Ángel Arredonda Crecente                                                |

### 1982
| Parti  | Parti | Députés |
| ------ | ----- | --- |
| PSOE   |       | José Luis Asenjo Díaz, Rafael Ballesteros Durán, Hilario López Luna, Enrique Martínez Martínez, Francisco Oliva García, Carlos Sanjuán |
| AP-PDP |       | Antonio Navarro Velasco, Pedro José Rico Jiménez                                                                                       |

### 1986
| Parti | Parti | Députés |
| ----- | ----- | --- |
| PSOE  |       | Rafael Ballesteros Durán, Hilario López Luna, Enrique Martínez Martínez, Luis Pagán Saura, María Dolores Sánchez López, Carlos Sanjuán |
| CP    |       | Antonio Jiménez Blanco, Celia Villalobos                                                                                               |
| IU    |       | Ignacio Gallego Bezares |

### 1989
| Parti | Parti | Députés |
| ----- | ----- | --- |
| PSOE  |       | Rafael Ballesteros Durán, Enrique Martínez Martínez, Luis Pagán Saura, Juan Miguel Rodríguez Rodríguez, José María Ruiz Povedano, María Dolores Sánchez López, Carlos Sanjuán |
| PP    |       | Francisco Manuel Ortiz de la Torre, Celia Villalobos |
| IU    |       | Antonio Romero Ruiz |

- José María Ruiz Povedano est remplacé en septembre 1991 par Juan Carlos Lomeña Villalobos.

### 1993
| Parti | Parti | Députés |
| ----- | ----- | --- |
| PSOE  |       | Rafael Ballesteros Durán, Enrique Martínez Martínez, Luis Pagán Saura, Juan Miguel Rodríguez Rodríguez, María Dolores Sánchez López, Carlos Sanjuán |
| PP    |       | María Esperanza Oña Sevilla, Federico Souvirón García, Celia Villalobos                                                                             |
| IU    |       | Antonio Romero Ruiz |

- Antonio Romero Ruiz est remplacé en juillet 1995 par José Luis Centella Gómez.
- Celia Villalobos est remplacée en juin 1994 par Pablo Marcial Izquierdo Juárez.
- María Esperanza Oña Sevilla est remplacée en juin 1995 par Luis Casaseca Navas.

### 1996
| Parti | Parti | Députés |
| ----- | ----- | --- |
| PSOE  |       | Cristina Alberdi, Miguel Ángel Heredia, Juan Miguel Rodríguez Rodríguez, María Dolores Sánchez López, Carlos Sanjuán |
| PP    |       | Damián Caneda Morales, Pablo Marcial Izquierdo Juárez, Federico Souvirón García, Celia Villalobos                    |
| IU    |       | José Luis Centella Gómez                                                                                             |

### 2000
| Parti | Parti | Députés |
| ----- | ----- | --- |
| PP    |       | Manuel Atencia Robledo, Juan Blancas Llamas, Pablo Marcial Izquierdo Juárez, Federico Souvirón García, Celia Villalobos |
| PSOE  |       | José Luis Asenjo Díaz, Miguel Ángel Heredia, María del Carmen Olmedo Checa, Carlos Sanjuán                              |
| IU    |       | José Luis Centella Gómez                                                                                                |

### 2004
| Parti | Parti | Députés |
| ----- | ----- | --- |
| PSOE  |       | Magdalena Álvarez, Ana María Fuentes Pacheco, Miguel Ángel Heredia, Remedios Martel Gómez, Luis Juan Tomás García, José Andrés Torres Mora |
| PP    |       | Manuel Atencia Robledo, Ángeles Muñoz Uriol, Federico Souvirón García, Celia Villalobos                                                    |

- Manuel Atencia Robledo est remplacé en mars 2007 par Juan Manuel Moreno.

### 2008
| Parti | Parti | Députés |
| ----- | ----- | --- |
| PSOE  |       | Magdalena Álvarez, Miguel Ángel Heredia, José Andrés Torres Mora, Ana María Fuentes Pacheco, Luis Juan Tomás García      |
| PP    |       | Celia Villalobos, Juan Manuel Moreno, María Begoña Chacón Gutiérrez, Federico Souvirón García, Ángel Luis González Muñoz |

- Magdalena Álvarez (PSOE) est remplacée en septembre 2009 par Daniel Pérez Morales.

### 2011
| Parti | Parti | Députés |
| ----- | ----- | --- |
| PP    |       | Celia Villalobos, Juan Manuel Moreno, María del Carmen del Cid Muñoz, Carolina España, Ángel Luis González Muñoz, Joaquín Villanova Rueda |
| PSOE  |       | Trinidad Jiménez, Miguel Ángel Heredia, José Andrés Torres Mora                                                                           |
| IU    |       | Alberto Garzón |

- Juan Manuel Moreno (PP) est remplacé en janvier 2012 par Paloma García Gálvez.
  - Paloma García (PP) est remplacée en juin 2012 par María del Mar Baena Azuaga.
- Carmen del Cid (PP) est remplacée en novembre 2014 par Jesús Ignacio Vázquez García.

### 2015
| Parti   | Parti | Députés                                                                                |
| ------- | ----- | -------------------------------------------------------------------------------------- |
| PP      |       | José María García Urbano, Celia Villalobos, Carolina España, Ángel Luis González Muñoz |
| PSOE    |       | Miguel Ángel Heredia, Pilar Auxiliadora Serrano Boigas, José Andrés Torres Mora        |
| Podemos |       | Alberto Montero, María Isabel Medina Suárez                                            |
| CS      |       | Irene Rivera Andrés, José Calle Fuentes                                                |

### 2016
| Parti | Parti | Députés                                                                              |
| ----- | ----- | ------------------------------------------------------------------------------------ |
| PP    |       | Carolina España, Celia Villalobos, Avelino de Barrionuevo, Ángel Luis González Muñoz |
| PSOE  |       | Miguel Ángel Heredia, Begoña Tundidor, José Andrés Torres Mora                       |
| UP    |       | Alberto Montero, Eva García Sempere                                                  |
| CS    |       | Irene Rivera Andrés, Guillermo Díaz Gómez                                            |

### Avril 2019
| Parti | Parti | Députés                                                                                          |
| ----- | ----- | ------------------------------------------------------------------------------------------------ |
| PSOE  |       | Ignacio López Cano, Fuensanta Lima Cid, José Carlos Durán Peralta, María Dolores Narváez Bandera |
| Cs    |       | Guillermo Díaz Gómez, Irene Rivera Andrés                                                        |
| PP    |       | Pablo Montesinos Aguayo, Carolina España                                                         |
| UP    |       | Alberto Garzón Espinosa, Eva García Sempere                                                      |
| Vox   |       | Patricia Rueda Perelló                                                                           |

### Novembre 2019
| Parti | Parti | Députés                                                                                          |
| ----- | ----- | ------------------------------------------------------------------------------------------------ |
| PSOE  |       | Ignacio López Cano, Fuensanta Lima Cid, José Carlos Durán Peralta, María Dolores Narváez Bandera |
| PP    |       | Pablo Montesinos Aguayo, Carolina España, Mario Cortés Carballo                                  |
| Vox   |       | Patricia Rueda Perelló, Rubén Silvano Manso Olivar                                               |
| UP    |       | Alberto Garzón Espinosa                                                                          |
| Cs    |       | Guillermo Díaz Gómez                                                                             |

- Pablo Montesinos (PP) est remplacé en avril 2022 par Ángel Luis González Muñoz.
- Carolina España (PP) est remplacée en août 2022 par Isabel Gema Pérez Recuerda.

### 2023
| Parti | Parti | Députés |
| ----- | ----- | --- |
| PP    |       | Elías Bendodo Benasayag, María del Mar Vázquez Jiménez, Mario Cortés Carballo, Cristóbal Garre Murcia, Isabel Gema Pérez Recuerda |
| PSOE  |       | María Nieves Ramírez Moreno, Ignacio López Cano, Isabel María Pérez Ortiz                                                         |
| Vox   |       | Patricia Rueda Perelló, Carlos Hernández Quero                                                                                    |
| Sumar |       | Juan Antonio Valero Morales |

## Sénat

### Synthèse
|             |       | 1977 | 1979 | 1982 | 1986 | 1989 | 1993 | 1996 | 2000 | 2004 | 2008 | 2011 | 2015 | 2016 | 04/19 | 11/19 | 2023 |
| ----------- | ----- | ---- | ---- | ---- | ---- | ---- | ---- | ---- | ---- | ---- | ---- | ---- | ---- | ---- | ----- | ----- | ---- |
| UCD         |       | 1    | 1    |      |      |      |      |      |      |      |      |      |      |      |       |       |      |
| AP & alliés |       |      |      | 1    | 1    |      |      |      |      |      |      |      |      |      |       |       |      |
| PSOE        |       | 3    | 3    | 3    | 3    | 3    | 3    | 3    | 1    | 3    | 3    | 1    | 1    | 1    | 3     | 3     | 1    |
| PP          |       |      |      |      |      | 1    | 1    | 1    | 3    | 1    | 1    | 3    | 3    | 3    | 1     | 1     | 3    |
|             |       |      |      |      |      |      |      |      |      |      |      |      |      |      |       |       |      |
| Total       | Total | 4    | 4    | 4    | 4    | 4    | 4    | 4    | 4    | 4    | 4    | 4    | 4    | 4    | 4     | 4     | 4    |

### 1977
| Parti | Parti | Sénateurs                                                               |
| ----- | ----- | ----------------------------------------------------------------------- |
| PSI   |       | Enrique Brinkmann Parareda, Antonio García Duarte, Braulio Muriel López |
| UCD   |       | Francisco Villodres García                                              |

### 1979
| Parti | Parti | Sénateurs                                                          |
| ----- | ----- | ------------------------------------------------------------------ |
| PSOE  |       | Antonio García Duarte, Juan Páez Páez-Camino, Francisco Román Díaz |
| UCD   |       | Francisco Villodres García                                         |

### 1982
| Parti  | Parti | Sénateurs                                                             |
| ------ | ----- | --------------------------------------------------------------------- |
| PSOE   |       | Ramón Germinal Bernal Soto, Antonio García Duarte, José Sánchez Bueno |
| AP-PDP |       | Joaquín Jiménez Hidalgo                                               |

### 1986
| Parti | Parti | Sénateurs                                                                |
| ----- | ----- | ------------------------------------------------------------------------ |
| PSOE  |       | Luciano Alonso Alonso, Ramón Germinal Bernal Soto, Antonio García Duarte |
| CP    |       | Enrique Bolín Pérez-Argemi                                               |

### 1989
| Parti | Parti | Sénateurs                                                                  |
| ----- | ----- | -------------------------------------------------------------------------- |
| PSOE  |       | Luciano Alonso Alonso, Antonio García Duarte, Ana del Carmen Guirado Pérez |
| PP    |       | José Miguel Fernández Pelegrina                                            |

### 1993
| Parti | Parti | Sénateurs                                                                    |
| ----- | ----- | ---------------------------------------------------------------------------- |
| PSOE  |       | Antonio García Duarte, Ana del Carmen Guirado Pérez, Antonio Maldonado Pérez |
| PP    |       | José Miguel Fernández Pelegrina                                              |

### 1996
| Parti | Parti | Sénateurs                                                                            |
| ----- | ----- | ------------------------------------------------------------------------------------ |
| PSOE  |       | Manuel Arjona Santana, Ana del Carmen Guirado Pérez, Francisco José Zamorano Vázquez |
| PP    |       | Juan Blancas Llamas                                                                  |

### 2000
| Parti | Parti | Sénateurs                                                                        |
| ----- | ----- | -------------------------------------------------------------------------------- |
| PP    |       | Damián Caneda Morales, María del Pilar Jurado de Miguel, Joaquín Villanova Rueda |
| PSOE  |       | Manuel Santana Arjona                                                            |

- María del Pilar Jurado de Miguel est remplacée en juillet 2003 par Rosa María Pérez Hernández.

### 2004
| Parti | Parti | Sénateurs                                                                         |
| ----- | ----- | --------------------------------------------------------------------------------- |
| PSOE  |       | Manuel Arjona Santana, María Emelina Fernández Soriano, Pedro Villagrán Bustillos |
| PP    |       | Damián Caneda Morales                                                             |

### 2008
| Parti | Parti | Sénateurs                                                                         |
| ----- | ----- | --------------------------------------------------------------------------------- |
| PSOE  |       | Manuel Arjona Santana, María Emelina Fernández Soriano, Pedro Villagrán Bustillos |
| PP    |       | Joaquín Luis Ramírez Rodríguez                                                    |

- Emelina Fernández (PSOE) est remplacée en mars 2011 par Beatriz Álvarez Urda.

### 2011
| Parti | Parti | Sénateurs                                                                            |
| ----- | ----- | ------------------------------------------------------------------------------------ |
| PP    |       | Francisco de la Torre Prados, Joaquín Luis Ramírez Rodríguez, Patricia Navarro Pérez |
| PSOE  |       | Pilar Auxiliadora Serrano Boigas                                                     |

- Francisco de la Torre (PP) est remplacé en juillet 2014 par Avelino de Barrionuevo.
- Patricia Navarro (PP) est remplacée en juin 2015 par María Teresa Otero Cobos.

### 2015
| Parti | Parti | Sénateurs                                                                   |
| ----- | ----- | --------------------------------------------------------------------------- |
| PP    |       | Ángeles Muñoz Uriol, Joaquín Luis Ramírez Rodríguez, Avelino de Barrionuevo |
| PSOE  |       | Antonio Morales Lázaro                                                      |

### 2016
| Parti | Parti | Sénateurs                                                                    |
| ----- | ----- | ---------------------------------------------------------------------------- |
| PP    |       | Ángeles Muñoz Uriol, Joaquín Luis Ramírez Rodríguez, Manuel Marmolejo Setién |
| PSOE  |       | Antonio Morales Lázaro                                                       |

### Avril 2019
| Parti | Parti | Sénateurs                                                                |
| ----- | ----- | ------------------------------------------------------------------------ |
| PSOE  |       | Miguel Ángel Heredia, Estefanía Martín Palop, José Aurelio Aguilar Román |
| PP    |       | Ángeles Muñoz Uriol                                                      |

### Novembre 2019
| Parti | Parti | Sénateurs                                                                |
| ----- | ----- | ------------------------------------------------------------------------ |
| PSOE  |       | Miguel Ángel Heredia, Estefanía Martín Palop, José Aurelio Aguilar Román |
| PP    |       | Ángeles Muñoz Uriol                                                      |

- Josele Aguilar (PSOE) est remplacé en juillet 2022 par Paloma Alonso Sahagún.

### 2023
| Parti | Parti | Sénateurs                                                              |
| ----- | ----- | ---------------------------------------------------------------------- |
| PP    |       | José Alberto Armijo Navas, Ángel Luis González Muñoz, Lucía Yeves Leal |
| PSOE  |       | Rafael Granados Ruiz                                                   |